# Список глав манги «Токийский гуль»
«Токийский гуль», а также сиквел «Токийский гуль:re» и приквел Tokyo Ghoul: Jack создал Суи Исида. «Токийский гуль» завершен и состоит из 14 томов («танкобонов»), выпущенных в период с 17 февраля 2012 по 20 августа 2014. Сиквел «Токийский гуль:re» выходил каждый четверг в журнале Weekly Young Jump.

## «Токийский гуль»
| № | В Японии         | В Японии               | В США           | В США                  |
| № | Дата публикации  | ISBN                   | Дата публикации | ISBN                   |
| --- | ---------------- | ---------------------- | --------------- | ---------------------- |
| 1 | 17 февраля 2012  | ISBN 978-4-08-879272-9 | 16 июня 2015    | ISBN 978-1-42-158036-4 |
| - 001. Трагедия (яп. 悲劇 Хигэки) - 002. Странное явление (яп. 異変 Ихэн) - 003. Ужас (яп. 最悪 Сайаку) - 004. Кофе (яп. 珈琲 Ко:хи:) - 005. Зона охоты (яп. 喰場 Дзикиба) - 006. Инстинкт (яп. 帰巣 Кисо:) - 007. Обман (яп. 欺罔 Гимо:) - 008. Кагунэ (яп. 赫子 Кагунэ) - 009. Перерождение (яп. 孵化 Фука) |                  |                        |                 |                        |
| Застенчивый Канэки идет на свидание с красавицей Ридзэ. Но девушка заинтересована только его вкусным телом. После сомнительной медицинской помощи Канэки превращается в гибрид человека и гуля. Он оказывается втянут в темный и жестокий мир гулей, существующий так близко с нашим собственным. |                  |                        |                 |                        |
| 2 | 19 марта 2012    | ISBN 978-4-08-879291-0 | 18 августа 2015 | ISBN 978-1-42-158037-1 |
| - 010 Антиквариат (яп. 骨董 Котто:) - 011 Маска (яп. 仮面 Камэн) - 012 Поручение (яп. 任務 Нинму) - 013 Голубь (яп. 白鳩 Сирахато) - 014 Ливень (яп. 驟雨 Сю:у) - 015 Мать и дочь (яп. 母娘 Ояко) - 016 Плен (яп. 幽囚 Ю:сю:) - 017 Кроличья маска (яп. 兎面 Усаги-мэн) - 018 Беспомощный (яп. 未開 Микай) - 019 Подвал (яп. 地下 Тика) |                  |                        |                 |                        |
| Канэки разрывается между своими сущностями. Одна половина требует человечины, а другая пытается сохранить остатки человечности. Но даже среди гулей можно найти друзей, готовых помочь. Работники из кафе «Антэйку» предоставляют Канэки мясо самоубийц и учат как скрывать свою истинную натуру. Тем временем, недавние события привлекают внимание следователей, видящих в гулях лишь кровожадных монстров.                                               |                  |                        |                 |                        |
| 3 | 19 июня 2012     | ISBN 978-4-08-879357-3 | 20 октября 2015 | ISBN 978-1-42-158038-8 |
| - 020 Белые врата (яп. 白門 Сиромон) - 021 Скорбь (яп. 哀悼 Айто:) - 022 Газета (яп. 新聞 Синбун) - 023 Исчезновение (яп. 失踪 Сиссё:) - 024 Скрытый клинок (яп. 隠刃 Комо ха) - 025 Просветление (яп. 開眼 Кайган) - 026 Противник (яп. 対者 Тайся) - 027 Троица (яп. 三人 Саннин) - 028 Цикл (яп. 円環 Энкан) - 029 Мадо (яп. 真戸 Мадо) |                  |                        |                 |                        |
| Канэки пытается привыкнуть к своей новой жизни, в то время как следователи Мадо и Амон преследуют Хинами. Канэки и Тока пытаются как можно быстрее запутать им след. Но в конце концов столкновение неизбежно. |                  |                        |                 |                        |
| 4 | 19 сентября 2012 | ISBN 978-4-08-879420-4 | 15 декабря 2015 | ISBN 978-1-42-158039-5 |
| - 030 Горечь (яп. 苦味 Нигами) - 031 Ёрико (яп. 依子 Ёрико) - 032 Деликатес (яп. 美食 Бисёку) - 033 Лесть (яп. 甘言 Кангэн) - 034 Скольжение (яп. 滑台 Намэра-дай) - 035 Одинокая битва (яп. 孤闘 Когун) - 036 Подготовка (яп. 下拵 Ситагосира) - 037 Банкет (яп. 晩餐 Бансан) - 038 Разделка (яп. 解体 Кайтай) - 039 Трапеза (яп. 饗宴 Кё:эн) |                  |                        |                 |                        |
| Канэки знакомится с Сю Цукиямой, известным как «Гурман» из-за своих специфических вкусов. Также Канэки больше узнает о Ридзэ и о том, что значит быть одноглазым гулем. |                  |                        |                 |                        |
| 5 | 19 декабря 2012  | ISBN 978-4-08-879478-5 | 26 февраля 2016 | ISBN 978-1-42-158040-1 |
| - 040 Приглашение (яп. 招待 Сётай) - 041 Лунный свет (яп. 月光 Гэкко:) - 042 Кюретаж (яп. 掻爬 Со:ха) - 043 Шрам (яп. 残痕 Дзанкон) - 044 Воплощение (яп. 受肉 Дзюнику) - 045 Черное крыло (яп. 黒羽 Куроханэ) - 046 Факел (яп. (灯火 Томосиби) - 047 Псевдоним (яп. 偽名 Гимэй) - 048 Ушная косточка (яп. 耳骨 Мими-коцу) |                  |                        |                 |                        |
| 6 | 18 января 2013   | ISBN 978-4-08-879498-3 | 19 апреля 2016  | ISBN 978-1-42-158041-8 |
| - 049 Запертая птица (яп. 籠鳥 Рё:тё:) - 050 Бандзё (яп. 万丈 Бандзё:) - 051 Приказ (яп. 勅令 Тёкурей) - 052 Добыча (яп. 強奪 Го:дацу) - 053 Лекция (яп. 講義 Ко:ги) - 054 Аогири (яп. 青桐 Аогири) - 055 План (яп. 画策 Какусаку) - 056 Неприятие (яп. 蠢動 Сюндо:) - 057 Побег (яп. 逃奔 Тё:хон) - 058 Ухмылка (яп. 歪笑 Хизуми Эми) |                  |                        |                 |                        |
| 7 | 19 апреля 2013   | ISBN 978-4-08-879546-1 | 21 июня 2016    | ISBN 978-1-42-158042-5 |
| - 059 Закрыто (яп. 休業 Кю:го:) - 060 Воодушевление (яп. 衝天 Сё:тэн) - 061 Тусклый свет (яп. 微光 Бико:) - 062 Канэки (яп. 金木 Канэки) - 063 Гуль (яп. 喰種 Кюсю) - 064 Скука (яп. 邪魔 Дзяма) - 065 Какудзя (яп. 赫者 Какудзя) - 066 Вырезка (яп. 摘出 Тэкисюцу) - 067 Вина (яп. 阿責 Кума Сэмэ) - 068 Случайная встреча (яп. 邂逅 Кайго:) |                  |                        |                 |                        |
| 8 | 19 июля 2013     | ISBN 978-4-08-879613-0 | 16 августа 2016 | ISBN 978-1-42-158043-2 |
| - 069 Тот день (яп. 過日 Кадзицу) - 070 Сестра и брат (яп. 姉弟 Кё:дай) - 071 Двое (яп. 二人 Футари) - 072 Неполноценный (яп. 半端 Нанпа) - 073 Искра (яп. 火花 Хибана) - 074 Упорство (яп. 不屈 Фукуцу) - 075 Секрет (яп. 秘密 Химицу) - 076 Сигнал (яп. 狼煙 Нороси) - 077 Седьмое здание (яп. 七棟 Нана-мунэ) - 078 Диверсия (яп. 陽動 Ё:до:) - 079 Новый свет (яп. 新光 Синко:)                                                                         |                  |                        |                 |                        |
| 9 | 18 октября 2013  | ISBN 978-4-08-879652-9 | —               |                        |
| - 080 Повышение (яп. 昇任 Сё:нин) - 081 Подчиненный (яп. 部下 Бука) - 082 Эксперт (яп. 識者 Сикися) - 083 Священник (яп. 神父 Синпу) - 084 Появление (яп. 浮上 Фудзё) - 085 Один глаз (яп. 隻眼 Сэкиган) - 086 Посетитель (яп. 来客 Райкяку) - 087 Слух (яп. 噂話 Увасабанаси) - 088 Нестабильность (яп. 剣呑 Кэнънон) - 089 Уловка (яп. 奸計 Канкэй) |                  |                        |                 |                        |
| 10 | 17 января 2014   | ISBN 978-4-08-879807-3 | —               |                        |
| - 090 Поиски (яп. 追駆 Оккакэ) - 091 Стойкость (яп. 剛毅 Го:ки) - 092 Леди (яп. 淑女 Сюкудзё) - 093 Приманка (яп. 好餌 Ко:дзи) - 094 Намерения (яп. 胸中 Кё:тю:) - 095 Временная резиденция (яп. 寓居 Гю:кё) - 096 Спуск (яп. 潜行 Сэнко:) - 097 Убывающая луна (яп. 下弦 Кагэн) - 098 Глубины (яп. 深層 Синсё:) - 099 Неизвестный (яп. 未知 Мити) - 100 Сколопендра (яп. 百足 Мукадэ)                                                                      |                  |                        |                 |                        |
| 11 | 18 апреля 2014   | ISBN 978-4-08-879809-7 | —               |                        |
| - 101 Гибрид (яп. 混成 Консэй) - 102 Белый и черный (яп. 白黒 Сирокуро) - 103 Колючее бритье (яп. 刺剃 Сасори) - 104 Газ (яп. 瓦斯, Gasu) - 105 Я и Я (яп. 僕私 Боку Ватаси) - 106 Амнистия (яп. 大赦 Тайся) - 107 Дыра (яп. 裂目 Сакэмэ) - 108 Искусственный (яп. 人工 Дзинко:) - 109 Повешенный (яп. 吊人 Цурусибито) - 110 Возвращение (яп. 帰来 Кирай) - 111 Путь (яп. 線路 Сэнро)                                                                      |                  |                        |                 |                        |
| 12 | 19 июня 2014     | ISBN 978-4-08-879859-2 | —               |                        |
| - 112 Гашение света (яп. 消灯 Сё:то:) - 113 Расправленные крылья (яп. 氾羽 Ханпа) - 114 Сплетение (яп. 絡身 Карами) - 115 Осколки (яп. 破崩 Хахо:) - 116 Вторая встреча (яп. 再逢 Сайхо:) - 117 Сухое поле (яп. 乾田 Кандэн) - 118 Открытие (яп. 解錠 Кайдзё:) - 119 Старые воспоминания (яп. 旧九 Кю:кю:) - 120 Проницаемость (яп. 透過 То:ка) - 121 Цель (яп. 正鵠 Сэйкоку)                                                                               |                  |                        |                 |                        |
| 13 | 20 августа 2014  | ISBN 978-4-08-879887-5 | —               |                        |
| - 122 Желтый колокольчик (яп. 黄鈴 Кирин) - 123 Тыл (яп. 銃後 Дзю:го) - 124 Манера речи (яп. 口前 Кутимаэ) - 125 Расколотое небо (яп. 壊天 Кайтэн) - 126 Первородный грех (яп. 原罪 Гэндзай) - 127 Прочная граница (яп. 堅縁 Кэнъэн) - 128 Улицы и надежды (яп. 街望 Мати Нодзому) - 129 Искусство игры (яп. 芸劇 Гэйгэки) - 130 Одержимость победой (яп. 勝執 Сё:сицу) - 131 Обновленная цель (яп. 改問 Каймон) - 132 Церемония открытия (яп. 祭開 Сайкай) |                  |                        |                 |                        |
| 14 | 17 октября 2014  | ISBN 978-4-08-890031-5 | —               |                        |
| - 133 Сокрушающая масса (яп. 塊砕 Кайсай) - 134 Опускающаяся трагедия (яп. 倒惨 То:сан) - 135 Последний дождь (яп. 終雨 Сю:у) - 136 Сокрытая тюрьма (яп. 伏牢 Фукуро:) - 137 Цветочное поле (яп. 溢花 Ицука) - 138 Гниющие трупы (яп. 屍爛 Сиран) - 139 Ужасный беспорядок (яп. 畏錯 Исаку) - 140 Отрезанный голос (яп. 切声 Сэссэй) - 141 Следы младенца (яп. 痕児 Атодзи) - 142 Пир и игра (яп. 宴戯 Энги) - 143 Кэн (яп. 研 Кэн)                         |                  |                        |                 |                        |

### Главы не опубликованные в танкобоне
- Ваншот к манге «Токийский гуль» был опубликован 15 марта 2011 в журнале Miracle Jump[24].

## «Токийский гуль: re»
| № | Японский язык: дата публикации | Японский язык: ISBN    |
| --- | ------------------------------ | ---------------------- |
| 1 | 19 декабря 2014                | ISBN 978-4-08-879272-9 |
| - 01. Кость (яп. 骨 Хонэ) - 02. Извилистый путь к ужасному змею (яп. 委舵と畏蛇 Ида то Ида) - 03. Колокол (яп. 鐘 Канэ) - 04. Овца и пастух, видение и труп (яп. 未と師、視と屍 Ми то Си, Ми то Си) - 05. Упорные (яп. 執徒 Ситто) - 06. Плохая ставка для обладателя (яп. 握人への悪賭 Акуто э но Акуто) - 07. Люди во тьме (яп. 昧人 Майндо) - 08. Уполномоченный (яп. 代行者 Дайко:ся) - 09. Унаследованные чувства (яп. 継情 Кэйдзё:) |                                |                        |
| Прошло три года после рейда на «Антэйку». CCG создает экспериментальный отряд, известный как «Куинксы» или же «Qs», куда входят 4 человека с вживленным в тело куинке. Руководителем группы является Хайсэ Сасаки. Им поручено выследить гуля «Торсо», но вместо этого куинксы вступают в схватку с более опасным противником «Змеем». Во время битвы со Змеем, Сасаки узнает в нем Нисио Нисики. У Хайсэ кратковременно всплывают воспоминания, что он на самом деле Канэки Кэн. После провала поимки как Торсо, так и Змея, куинксам поручено новое дело «Щелкунчика». Хайсэ посещает кафе «:Ре», где работает Тока.                                                          |                                |                        |
| 2 | 19 марта 2015                  | ISBN 978-4-08-890132-9 |
| - 10. Имитация границ (яп. 疑枠 Гиваку) - 11. Результаты ожиданий (яп. 待ち甲斐 Матигай) - 12. Увядшая душа (яп. 枯魂 Кодама) - 13. Лейся, кровь (яп. ああ降ろう、血 А: Фуро:, Ти) - 14. Упоминания в рифмах (яп. 韻に触れる Ин ни Фурэру) - 15. Огромные усилия (яп. 更努 Ко:до) - 16. Правый (яп. 右 Миги) - 17. Популярность (яп. モテ Мотэ) - 18. Паром (яп. 渡し舟 Ватасибунэ) - 19. Вечеринка (яп. パーティー Па:ти:) - 20. Вращательное движение (яп. 回転移動 Кайтэн Идо:) |                                |                        |
| В ходе расследования выясняется, что Торсо, Щелкунчик и множество других известных гулей будут участвовать в подпольном аукционе по продаже людей. Куинкс Тору Муцуки, сильно рискуя, проникает на аукцион в качестве пленника, а в это время Хайсэ и другие следователи штурмуют здание. |                                |                        |
| 3 | 19 июня 2015                   | ISBN 978-4-08-890211-1 |
| - 21. Сделать выбор (яп. 選る Ёру) - 22. Напрасные заблуждения (яп. 謬徒 Бю:то) - 23. Грушевое вино (яп. 梨酒 Рису) - 24. Забота (яп. 撫気 Букэ) - 25. Приказ (яп. 令 Рэй) - 26. А! (яп. あ A) - 27. Зов сущности (яп. 呼居 Коиру) - 28. Запутанная ситуация (яп. 場乱す Ба Имасу) - 29. Тяга к жизни (яп. 栖求 Сукю:) - 30. Замерзать (яп. 凍る Ко:ру) - 31. Пиют (яп. ピュート Пю:то) |                                |                        |
| В ходе рейда погибают множество опасных гулей, в том числе Щелкунчик и Биг Мадам. Хайсэ вступает в битву с Такидзавой, считавшимся погибшим в рейде на «Антэйку». Хинами пытается помочь Сасаки, но в итоге Такидзава сбежал, а Хинами попала в плен CCG. |                                |                        |
| 4 | 18 сентября 2015               | ISBN 978-4-08-890254-8 |
| - 31.5. С хозяином (яп. 主と Сю то) - 32. Сытость (яп. 喰い足る Куитару) - 33. Собранные в охапку книги (яп. 抱く書 Идакусё) - 34. Прекрасная форма (яп. 良い形 Ёи Катати) - 35. Зависимость (яп. 依存 Идзон) - 36. Внезапно (яп. ふと Футо) - 37. Секрет мертвеца (яп. 屍秘 Сипи) - 38. Некий М (яп. あるM Ару Эму) - 39. Глубина (яп. 深浅 Синсэн) - 40. Содержащий (яп. 網羅 Мо:ра) - 41. Туз F (яп. fのエース Эфу-но Эсу) |                                |                        |
| Куинксам поручено выследить последнего выжившего из семьи Розевальдов, некогда влиятельного семейства гулей. Между тем, Сю, находившийся все это время в депрессии из-за смерти Канэки, узнает о Сасаки. Он всячески пытается установить контакт с Сасаки, но их постоянно прерывают куинксы. Преданный слуга Канаэ фон Розевальд без ведома Сю нанимает несколько членов Аогири устранить куинксов. Тем временем, Сю навещает Току и просит помощи в возвращении воспоминаний Канэки. |                                |                        |
| 5 | 19 декабря 2015                | ISBN 978-4-08-890331-6 |
| - 42. Нить света (яп. 灯糸 Хи:то) - 43. Указывающий звук (яп. 示音 Дзион) - 43. «#» (яп. #) - 45. План-Т (яп. 計画t Кэйкаку Ти:) - 46. C° (яп. C° Си:до) - 47. Спичка (яп. 燐寸 Матти) - 48. N.T. (яп. N.T. Эну Ти:) - 49. Пульсирующий сигнал (яп. 脈打つ信号 Мяку:цу Синго:) - 50. Рука (яп. 手 Тэ) - 51. Очищенная сердцевина (яп. 剃る芯 Сору Син) - 52. Ева (яп. イヴ Иву) |                                |                        |
| Тока отказывается помочь Сю, объясняя, что Канэки должен сам выбирать. Между тем, раненого Канаэ находит Это и предлагает стать сильнее. В ходе расследования CCG выясняет, что крупнейшая сеть компаний «Цукияма» контролируется гулями. Организовывается рейд на особняк семьи Цукияма. Глава семьи Цукияма Мирумо сдается без боя, давая время своему сыну скрыться. Преследование приводит следователей в здание компании полное гулей. На крыше здания завязывается бой между Сасаки и Сю, но ему на помощь приходит Канаэ. Тем временем, куинксы сталкиваются с Норо. Выясняется, что Канаэ на самом деле девушка. Сасаки загоняет её в угол, но в битву вмешивается Это. |                                |                        |

### Главы не опубликованные в танкобоне
- 53. Сон (яп. 夢 Юмэ)
- 54. Рожденное дитя (яп. 娩児 Бэндзи)
- 55. Alice& (яп. Alice& Арису то)
- 56. Второй Король (яп. 二の王 Футацу-но О:)
- 57. Улыбка с сожалением (яп. 悔いて笑む Куитэ Эму)
- 58. Несмешная шутка (яп. 戯れ薄く Зарэ Усуку)
- 59. Лежать! (яп. 伏せ! Фусэ!)
- 60. Нить крови (яп. 血の糸 Ти-но Ито)